# Bathanthidium monganshanense
Bathanthidium monganshanense is een vliesvleugelig insect uit de familie Megachilidae. De wetenschappelijke naam van de soort werd voor het eerst geldig gepubliceerd in 2004 door Wu als Anthidium monganshanensis